# Коул, Роберт Джордж
Роберт Дж. Коул (англ. Robert G. Cole; 19 марта 1915, Форт Сэм Хьюстон, Техас, США — 18 сентября 1944, Бест, Голландия) — герой Второй мировой войны, один из двух солдат 101-й воздушно-десантной дивизии, которые были награждены Медалью Почёта.

## Биография
Роберт Коул родился в Форте Сэм Хьюстон, недалеко от города Сан-Антонио, штат Техас в семье военного врача. Окончил школу им. Томаса Джефферсона в 1933 году и начал службу в Вооружённых силах США 1 июля 1934 года. 26-го июня 1935 года поступил в Военную академию в Вест-Пойнте.
Коул окончил академию в 1939 году и вернулся домой, где женился на Алле Мэй Вилсон. Позже, в 1939 году, был назначен вторым лейтенантом 15-й пехотной дивизии в Форте Льюис, штат Вашингтон. Затем, в 1941 году, Роберт был переведён в 501-й воздушно-десантный полк в Форте Беннинг, штат Джорджия. Благодаря тому, что воздушно-десантные батальоны стали перерастать в полки, Коул был повышен до подполковника и стал командующим 3-го батальона 502-го полка 101-й воздушно-десантной дивизии, которым руководил во время Нормандской операции.

## Высадка в Нормандии
Роберт Коул десантировался вместе со своим подразделением в составе американских воздушных десантов в Нормандии. К вечеру 6 июня он собрал 75 человек. Вместе с ними подполковник захватил выход 3 Сент-Мартин-де-Вьервилль у Юта-бич, где встретили 4-ю пехотную дивизию. Далее батальон Коула прикрывал фланг 101-й воздушно-десантной дивизии.
10 июня Коул привёл 400 человек из своего батальона к дамбе с названием «Дорога Пурпурного Сердца». По правой стороне от дамбы были хорошо укреплёные позиции немцев, которые вели шквальный огонь по людям Коула. Отряд Коула нёс огромные потери.

## Операция «Огород»
Участвовал в Голландской операции. 18 сентября 1944 года его батальон попал в немецкую засаду, и Роберт Коул был убит немецким снайпером…